# Kościół garnizonowy Niepokalanego Poczęcia Najświętszej Maryi Panny w Lublinie
Kościół garnizonowy Niepokalanego Poczęcia Najświętszej Maryi Panny w Lublinie – kościół parafialny należący do parafii cywilno-wojskowej pod tym samym wezwaniem. Znajduje się przy Alejach Racławickich.

## Historia
Świątynia została wzniesiona jako cerkiew pułkowa dla wojska i policji carskiej w 1904 roku. Wybudowali ją żołnierze 18 Brygady Artylerii armii carskiej, która stacjonowała w Lublinie. W latach 1904-1915 świątynia służyła jako cerkiew pułkowa żołnierzom rosyjskim. Po wkroczeniu do Lublina wojsk austriackich w 1915 roku cerkiew została zamknięta.  
W latach 1915-1918 praktycznie niewykorzystywana przez trzy kolejne lata świątynia zaczęła popadać w ruinę. Podczas trwania I wojny światowej zamierzano w urządzić w niej kino albo zamienić ją na łaźnię miejską. Przeciwko takim planom władz miejskich zaprotestował biskup lubelski Marian Leon Fulman. Na jego prośbę biskup polowy Wojska Polskiego generał Stanisław Gall mianował proboszczem Garnizonu Lublin kapłana diecezji warszawskiej księdza kapitana Stanisława Małka, który zajął się również popadającą w ruinę cerkwią pułkową. Została dostosowana do potrzeb liturgii katolickiej i przeznaczona dla duszpasterstwa Wojska Polskiego. Nadano również świątyni oficjalną nazwę „Załogowy Kościół Wojska Polskiego w Lublinie”. Ksiądz kapitan Stanisław Małek był również kapelanem 8 Pułku Piechoty Legionów, który stacjonował w Lublinie. 
W latach 1927-1932 zostały przeprowadzone prace restauracyjne oraz przebudowa świątyni, w których bardzo czynnie uczestniczył ksiądz Władysław Miegoń. Plany przebudowy zostały opracowane przez porucznika inżyniera Władysława Wojciechowskiego. Postanowiono wówczas zatrzeć na zewnątrz i wewnątrz świątyni wszelkie elementy architektury cerkiewnej. Dach został przebudowany, z wieży usunięty został hełm typowy dla rosyjskich świątyń chrześcijańskich, zostały wzniesione trzy ołtarze, umieszczone po prawej i lewej stronie ołtarza głównego figury świętego Jerzego i świętego Marcina, zostały zainstalowane: ambona i chrzcielnica, sprowadzono zakupione z budżetu wojskowego organy wykonane przez firmę Jezierski. Polichromia wnętrza świątyni została wykonana pod kierunkiem profesora Karola Frycza przez artystów malarzy: Stanisława Cegielskiego i Henryka Plicha oraz rzeźbiarza Wojciecha Durka. Wszystkie prace wykonano pod kierunkiem szefa budowy kapitana inżyniera Ignacego Gracę. 
30 września 1933 roku kościół został konsekrowany przez biskupa polowego Wojska Polskiego generała Józefa Gawlinę, przy udziale wojska z dowódcą DOK II generałem Jerzym Dobrodzickim na czele, przedstawicieli władz wojewódzkich i miejskich oraz bardzo licznie zgromadzonych mieszkańców Lublina. W dniu 4 kwietnia 1976 roku, biskup lubelski Bolesław Pylak erygował przy świątyni parafię cywilną. W 1991 roku, po przywróceniu Ordynariatu Polowego Wojska Polskiego, biskup Sławoj Leszek Głódź ustanowił przy kościele parafię wojskową.
Cerkiew figuruje w gminnej ewidencji zabytków miasta Lublin.